# Стоглавий собор
Стогла́вий собо́р — церковно-земський собор Московської православної церкви в Москві в січні — травні 1551 року.
Головним наслідком Стоглавого собору було те, що він відкинув секуляризаційні наміри московського царя Івана Грозного, однак обмежив подальше прирощування церковних володінь у містах і фінансування привілеїв духовенства.
Рішення собору, укладені в сто глав, отримали загально-відому назву Стоглав. Надалі деякі з них були скасовані, наприклад, у частині обрядництва Московським Собором 1667 року.